# Herophydrus kalaharii
Herophydrus kalaharii är en skalbaggsart som beskrevs av Gschwendtner 1935. Herophydrus kalaharii ingår i släktet Herophydrus och familjen dykare. Inga underarter finns listade i Catalogue of Life.